# Endostemon usambarensis
Endostemon usambarensis là một loài thực vật có hoa trong họ Hoa môi. Loài này được M.R.Ashby mô tả khoa học đầu tiên năm 1936.